# Карликовые слоны
Карликовые слоны — парафилетическая группа млекопитающих из отряда хоботных (Proboscidea). Представляет собой собирательное название ряда ископаемых родов отряда хоботные, которые в результате процесса аллопатрического видообразования приобрели гораздо меньшие размеры, чем их непосредственные предки. В данном случае имела место островная карликовость — биологический феномен, когда размеры животных, изолированных на острове, со временем радикально уменьшаются ввиду недостатка пищи и отсутствия хищников. В настоящее время подобный феномен развивается у ряда современных популяций как африканского, так и индийского слонов.

## Область распространения
В Европе ископаемые остатки карликовых слонов были обнаружены на средиземноморских островах Кипр, Мальта (Гхар-Далам), Крит, Сицилия, Сардиния, Киклады и Додеканес.
В Юго-Восточной Азии ископаемые карликовые слоны были обнаружены на островах Сулавеси, Флорес, Тимор и на ряде других островов Малого Зондского архипелага.
На островах Чаннел когда-то существовал карликовый мамонт (Mammuthus exilis), потомок мамонта Колумба, тогда как малые подвиды шерстистого мамонта когда-то населяли остров Святого Павла на Аляске. Мамонты на острове Врангеля в настоящее время не считаются карликовыми.

## Острова Средиземноморья

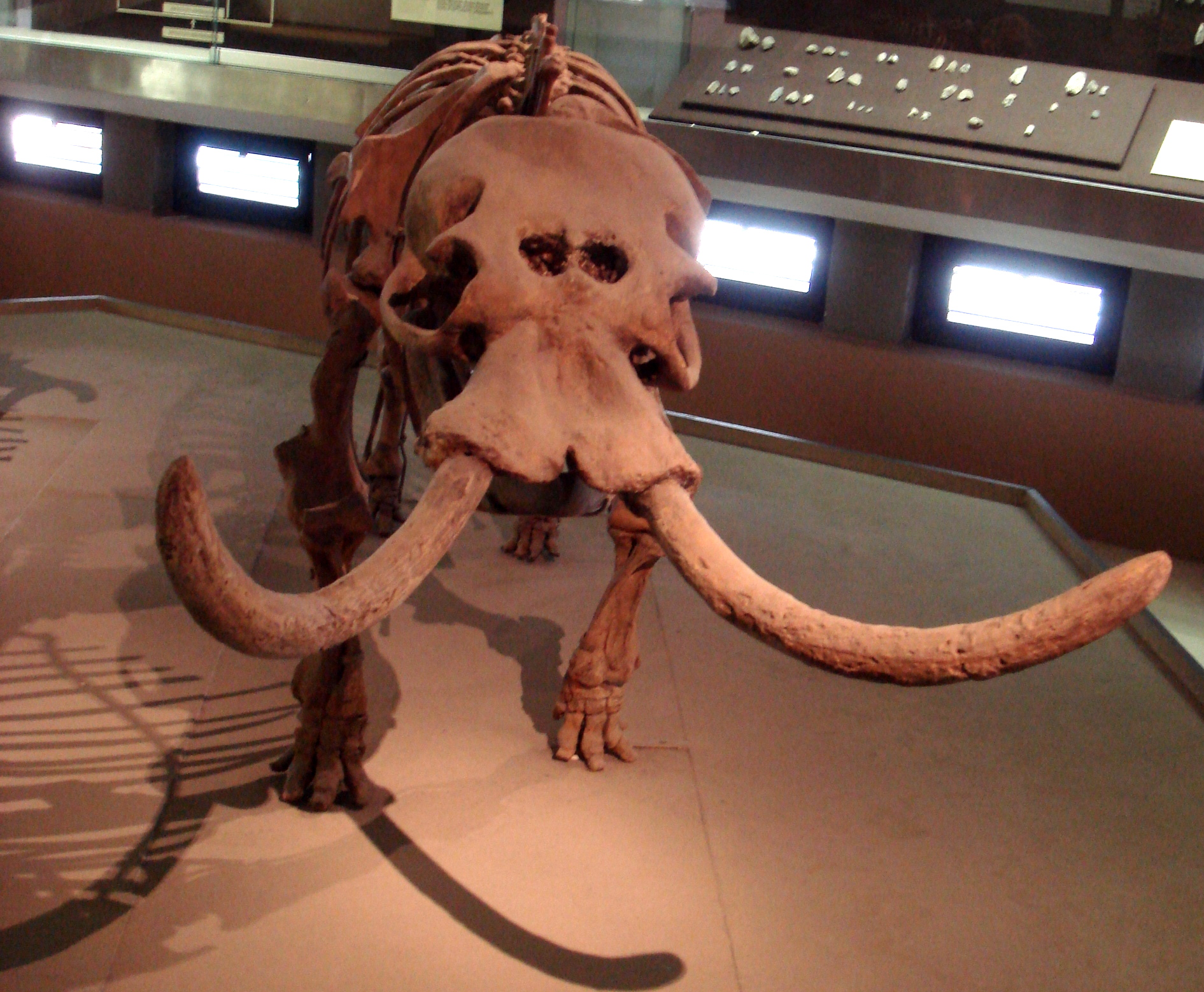
Elephas falconeri

Карликовые слоны составляли часть фауны плейстоцена на всех крупных островах Средиземного моря, где явными исключениями были только Корсика и Балеарские острова. По общему мнению, средиземноморские карликовые слоны рассматриваются как палеолоксодонты, происходящие от континентального прямобивневого лесного слона, Elephas (Palaeoloxodon) antiquus (Falconer & Cautley, 1847). Исключениями были карликовый сардинский мамонт, Mammuthus lamarmorae (Major, 1883) и карликовый критский мамонт, Mammuthus creticus (Bate, 1907) —  эндемичные слоны Средиземноморья, относившийся к мамонтовой линии. Долгое время считалось, что критский мамонт относится к роду Elephas. Согласно исследованию ДНК, опубликованному в 2006 году, было предложено отнести Elephas creticus к мамонтовой линии. Однако в статье, опубликованной в 2007 году, указывается на ошибочность ДНК-исследования 2006 года. И только в 2012 году британскими учеными было проведено морфологическое исследование Elephas creticus  и обнаружено сходство с южным мамонтом (Mammuthus meridionalis) и Mammuthus rumanus, вид был переименован в Mammuthus creticus.
Во время периодических снижений уровня моря, острова Средиземноморья подвергались новым волнам колонизации, в результате чего на одном и том же острове могли возникнуть несколько родственных видов с разным размером тела. Эти эндемичные карликовые слоны относились к разным таксонам на каждом из островов или групп близлежащих островов, например, на Кикладском архипелаге.
Вымирание островных карликовых слонов могло быть связано с прибытием на острова человека в начале голоцена, так как происходило на разных островах в разное время, от 11 до 4 тыс. лет назад. Малое количество находок и их датировок пока затрудняет определение причин вымирания.
Как писал палеонтолог Отенио Абель в 1914 году, находки в Древней Греции черепов карликовых слонов могли стать причиной рождения мифа о циклопах, поскольку центральное носовое отверстие в черепе слона могло быть принято за гигантскую глазницу.

### Сардиния
- Mammuthus lamarmorae (Major, 1883)
- Elephas (Palaeoloxodon) antiquus (Acconci, 1881)
- Elephas (Palaeoloxodon) melitensis Falconer, 1868

### Сицилия и Мальта
- Elephas (Palaeoloxodon) antiquus leonardii Aguirre, 1969
- Elephas (Palaeoloxodon) mnaidriensis (Adams, 1874)
- Elephas (Palaeoloxodon) melitensis Falconer, 1868
- Elephas (Palaeoloxodon) falconeri Busk, 1867

Исследование митохондриальной ДНК сицилийского карликового слона Palaeoloxodon mnaidriensis  из пещеры Пунтали (Grotta Puntali) показало, что его предки стали уменьшаться буквально с каждым поколением — за поколение они теряли по 200 кг в весе и по 4 см в росте. Им потребовалось 350 тысяч лет чтобы уменьшиться в размерах до 1,8 метра.

### Крит

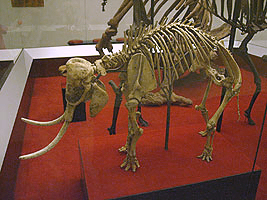
Скелет критского карликового мамонта

- Mammuthus creticus, ранее Elephas (Palaeoloxodon) creticus (Bate, 1907)
- Elephas (Palaeoloxodon) creutzburgi (Kuss, 1965)
- Elephas (Palaeoloxodon) chaniensis (Symeonides et al., 2001)[9]

### Кипр
- Elephas (Palaeoloxodon) cypriotes Bate, 1903

Кипрский карликовый слон существовал как минимум до 9000 года до н. э. По оценкам, масса его тела составляла всего 200 кг, то есть всего 2 % от массы тела его предка, который весил 10 000 кг. Коренные зубы этого карликового слона уменьшились в размере до 40 % от размера зубов материкового прямобивневого лесного слона.
Ископаемые остатки этого вида впервые обнаружила Доротея Бейт в 1902 году и описала их в 1903 году.

### Кикладские острова
Фоссилии палеолоксодонтов были обнаружены на островах Делос, Наксос, Китнос, Серифос и Милос. Делосский слон был размером с небольшого Elephas antiquus, тогда как наксосский слон по размеру напоминал Elephas melitensis. Ископаемые остатки с Китноса, Серифоса и Милоса не были описаны.

### Додеканес
На острове Родос также обнаружены кости эндемичного карликового слона, размером напоминавшего Elephas mnaidriensis.
Две группы фоссилий карликовых слонов были обнаружены на острове Тилос. По размерам они напоминают двух мальтийских слонов, Elephas mnaidriensis или небольшого Elephas falconeri, однако в этих двух группах наблюдался половой диморфизм. Изначально ископаемые остатки относили к мальтийскому виду Palaeoloxodon antiquus falconeri (Busk, 1867). Это, однако, было труднообъяснимо, ввиду отсутствия сухопутных связей между Мальтой и Кикладами, поэтому палеонтологи сочли использование данного термина неправомерным, предположив, что остров мог быть скорее всего заселён азиатским слоном, с территории близлежащей Азии. В настоящее время для вида с острова Тилос используется название Elephas tiliensis.
Карликовый слон с острова Тилос — первый из карликовых слонов, чья ДНК была изучена. Результаты исследования подтверждают данные прежних морфологических исследований, согласно которым Palaeoloxodon находился в более близких родственных отношениях с родом Elephas, чем с родами Loxodonta или Mammuthus. После изучения новых костных материалов, раскопанных в пещере Харкадио на острове Тилос, новое название Elephas tiliensis окончательно закрепилось за видом. Это был последний из выживших в Европе палеолоксодонтов, которые вымерли около 2000 года до н. э., дожив до бронзового века. В настоящее время ископаемые остатки слона выставлены в муниципалитете острова Тилос, однако вскоре должны быть перенесены в новое здание у пещеры Харкадио. Его вымирание, возможно, было связано с прибытием древних людей на о. Тилос, либо с вулканической деятельностью, точные причины пока не установлены.

## Острова Чаннел, Калифорния
В конце плейстоцена образовалась обособленная популяция мамонта Колумба (Mammuthus columbi). Одна из групп данной популяции оказалась на островах Чаннел у берегов Калифорнии, вероятно, около 40 тыс. лет назад (хотя точное время изоляции остаётся предметом дискуссий). Здесь образовался новый вид, карликовый мамонт (Mammuthus exilis). Высота мамонта в плечах составляла около 150—190 см.

## Остров Святого Павла и Остров Врангеля

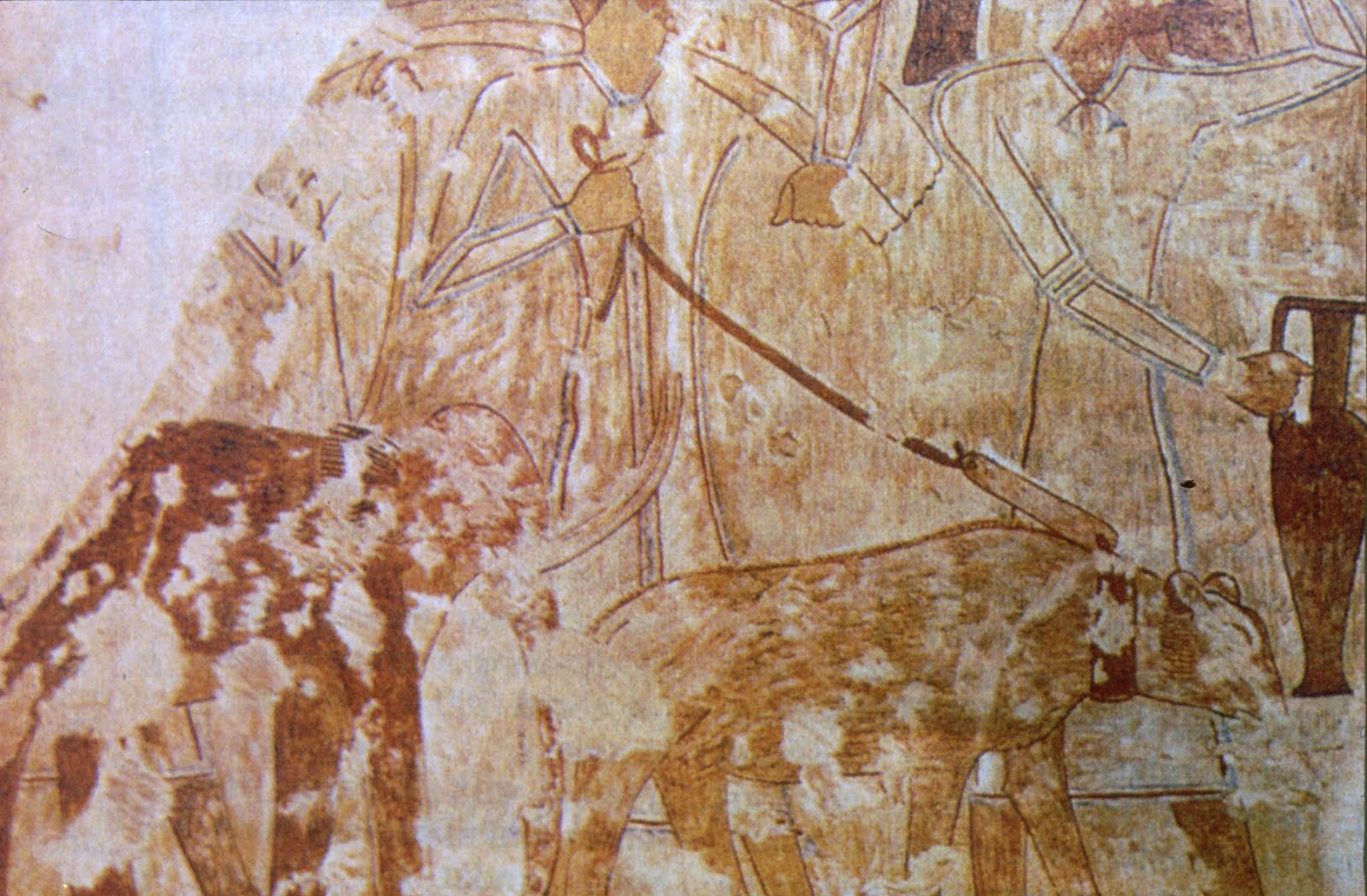
Деталь рисунка на гробнице Рехмиры в Египте. Считается, что здесь среди других животных изображён карликовый мамонт (снизу слева)

Мамонты также длительное время существовали на острове Святого Павла в Беринговом море до 3600 года до н. э.
Выживание популяции мамонтов можно объяснить степенью изоляции острова, которая задержала проникновение сюда людей, вероятно, сыгравших роль в исчезновении этих животных на материке. Мамонты вымерли на этом острове из-за исчезновения последнего источника пресной воды.
Во время последнего оледенения шерстистый мамонт (Mammuthus primigenius) обитал на острове Врангеля в Северном Ледовитом океане, где он дожил до 1700 года до н. э., благодаря отсутствию людей. Это наиболее поздняя из известных популяций мамонта. Считается, что остров Врангеля отделился от материка около 10 000 года до н. э. (граница между плейстоценом и голоценом). По оценкам палеонтологов, высота врангелевского мамонта в холке составляла около 180—230 см, поэтому какое-то время их причисляли к «карликовым мамонтам». Данная классификация позднее подверглась пересмотру, и начиная со Второй конференции по мамонтам в 1999 году эти мамонты больше не считаются истинными «карликовыми мамонтами». Мамонты на о. Врангеля, предположительно, вымерли из-за инбридинга, так как остров мог прокормить не более 300 особей.

## Индонезия
На островах Сулавеси и Флорес исследователи обнаружили свидетельства наличия эндемичной островной фауны, существовавшей до начала среднего плейстоцена, включавшей, в частности, и карликовые виды слонов. В начале среднего плейстоцена эти виды были вытеснены мигрировавшими на эти острова более крупными слонами.

### Флорес
Согласно современным представлениям о потомках рода Stegodon на острове Флорес, местный эндемичный карликовый слон, представленный в раннем плейстоцене видом Stegodon sondaarii, вымер около 840 тыс. лет назад. Вместо этих карликовых слонов, на острове появился тоже карликовый стегодон Stegodon florensis, близкородственный виду Stegodon trigonocephalus на Яве и на островах архипелага Уоллесия, отделённых глубоководными проливами от континентального шельфа Азии и Австралии. Флоресский стегодон вымер около 10 000 года до н. э., вероятно, в результате вулканического извержения.

### Сулавеси
Карликовый Stegodon sompoensis жил во времена плейстоцена на острове Сулавеси. Высота в плечах составляла всего 1,5 м.

### Центральная Ява
В 2013 году при археологических раскопках в Семедо вблизи города Тегал были найдены остатки карликового слона. На основе морфометрии нижней челюсти был выделен новый вид Stegodon semedoensis, являвшимся эндемиком острова Ява.